# Găvrilă Ghilea
Găvrilă Ghilea (n. 24 ianuarie 1957, Sub Cetate, România) este un politician român, senator în Parlamentul României în mandatul 2012-2016 din partea ARD Bihor.
A fost vicereședinte al PSD Bihor precum și prefect al județului.
Din noiembrie 2013, este președinte al PDL Bihor, după ce a asigurat timp de un an șefia interimară a organizației.